# Orbitacolax aculeatus
Orbitacolax aculeatus is een eenoogkreeftjessoort uit de familie van de Bomolochidae. De wetenschappelijke naam van de soort is voor het eerst geldig gepubliceerd in 1962 door Pillai.